# Mesquite (Nowy Meksyk)
Mesquite – jednostka osadnicza w Stanach Zjednoczonych, w stanie Nowy Meksyk, w hrabstwie Doña Ana.